# Malek El Mala
Malek El Mala (* 2. April 2005 in Krefeld) ist ein deutscher Fußballspieler, der aktuell beim 1. FC Köln unter Vertrag steht.

## Karriere

### Vereine
Malek El Mala kam in der Jugend bei Borussia Mönchengladbach und dem TSV Meerbusch zum Einsatz. Er wechselte gemeinsam mit seinem jüngeren Bruder Saïd aus der Meerbuscher Jugend zur Saison 2023/24 zu der U19 von Viktoria Köln.
Mitte Februar 2024 unterschrieb er einen Profi-Vertrag bei der Viktoria. Am 27. April 2024 debütierte Malek in der 3. Liga bei der Partie gegen Preußen Münster.
Im Juli 2024 verpflichtete der 1. FC Köln die El Mala-Brüder. Da die Registrierung beider Spieler aufgrund einer Transfersperre erst ab Januar 2025 möglich ist, verblieben beide für die Spielzeit 2024/25 als Leihspieler bei der Viktoria.

### Nationalmannschaft
Malek wurde im Mai 2024 in den Kader der deutschen U19-Nationalmannschaft berufen. Im Länderspiel gegen Dänemark am 22. Mai 2024 debütierte El Mala für die DFB-Auswahl, er wurde zu Beginn der zweiten Halbzeit für Leander Popp eingewechselt.

## Erfolge

### Viktoria Köln
- Mittelrheinpokal-Sieger: 2025